# زاوت (استان بورگاس)
زاوت (به بلغاری: Zavet) یک منطقهٔ مسکونی در بلغارستان است که در استان بورگاس واقع شده‌است.